# Màmia IV Gurieli
Màmia IV Gurieli fou mthavari de Gúria del 1726 al 1744, del 1760 al 1765 i del 1768 al 1778.
Nascut cap al 1717, era el fill gran de Jordi III de Gúria de Gúria i Imerècia, i el va succeir el 1726. El 1744 fou derrocat pel seu germà Jordi IV de Gúria, però va recuperar el poder el 1760. El 1765 el germà va tornar a arrabassar-li el tron, però un altre cop el va recuperar el 1768. El 1732 es va casar amb Rodam (després de 1762), filla gran d'Alexandre V d'Imerècia. Va morir el 1778 i el va succeir Simó II Gurieli, fill de Jordi IV Gurieli.